# Шевердяев, Николай Петрович
Никола́й Петро́вич Шевердя́ев (24 марта 1922, село Чухурюрд Шемахинского уезда Азербайджанской ССР (ныне Шемахинский район Республики Азербайджан) — 28 октября 1986, Баку) — майор Советской Армии, участник Великой Отечественной войны, Герой Советского Союза (1945). Старший лётчик 828-го Свирского ордена Суворова 3-й степени штурмового авиационного полка (260-я Свирская Краснознамённая ордена Суворова 2-й степени штурмовая авиационная дивизия, 4-я воздушная армия, 2-й Белорусский фронт).

## Биография
Родился 24 марта 1922 года в селе Чухурюрд Шемахинского уезда (ныне район) Азербайджанской ССР в семье крестьянина. Русский. Окончил 8 классов средней школы, два курса Бакинского нефтяного техникума, а также Бакинский аэроклуб.
В 1941 году призван Шемахинским районным военкоматом в Красную армию. Окончил Сталинградскую военную авиационную школу пилотов в 1942 году, и сразу зачислен летчиком 16-го запасного истребительного авиационного полка г. Куйбышев (ныне Самара).
С марта 1943 года бессменно воевал в составе 828-го штурмового авиационного полка, сначала на Карельском фронте, а с декабря 1944 на 2-м Белорусском фронте. Участник боевых действий в Карелии, Свирско-Петрозаводской, Петсамо-Киркинесской, Восточно-Прусской, Восточно-Померанской и Берлинской наступательных операций. В 1944 году получил звание младшего лейтенанта.
К 30 марта 1945 года на штурмовике Ил-2 выполнил 98 боевых вылетов, уничтожив 4 танка, 4 тягача, 5 полевых орудий, 12 орудий малой зенитной артиллерии, 26 автомашин, 35 конных повозок, 1 цистерну с горючим, разбил 23 железнодорожных вагона, 6 складов, 5 зданий, 1 дот, взорвал 1 мост, разрушил 1 переправу, потопил 3 баржи и 3 буксира, истребил до 200 человек живой силы, подавил огонь 10 орудий полевой артиллерии и 17 орудий малой зенитной артиллерии. Провёл 8 воздушных боёв.
За эти успешные действия командиром 828-го штурмового авиационного полка майором Екимовым 30 марта 1945 года Н. П. Шевердяев был представлен к званию Героя Советского Союза, и указом Президиума Верховного Совета СССР от 18 августа 1945 года «за образцовое выполнение заданий командования на фронте борьбы с немецкими захватчиками и проявленные при этом отвагу и геройство» лейтенанту Шевердяеву Николаю Петровичу присвоено звание Героя Советского Союза с вручением ордена Ленина и медали «Золотая Звезда».
Продолжал сражаться и после присвоения звания Героя, и к Победе выполнил ещё 12 боевых вылетов, доведя их общее число до 110.
После окончания войны продолжал службу в ВВС, служил в бомбардировочной авиации в Закавказье. Член ВЛКСМ с 1944 года, ВКП(б)/КПСС с 1951 года.
С 1958 года в звании майора ушёл в запас. Жил в городе Баку Азербайджанской ССР, работал на одном из бакинских заводов, затем — преподавателем трудового обучения в средней школе. Скончался 28 октября 1986 года в городе Баку, похоронен в Баку на Аллее почётного захоронения № 2.
Награждён орденом Ленина (18.08.1945), двумя орденами Красного Знамени (26.10.1944, 12.04.1945), двумя орденами Отечественной войны 1-й степени (23.02.1945, 11.05.1985), двумя орденами Красной Звезды (12.04.1945, 1956), медалями.